# Паспардо
Паспа̀рдо (на италиански: Paspardo, на източноломбардски: Pahpàrt, Пахпарт) е село и община в Северна Италия, провинция Бреша, регион Ломбардия. Разположено е на 978 m надморска височина. Населението на общината е 659 души (към 2013 г.).